# اتحاد الملاريا
اتحاد الملاريا هي منظمة دولية غير ربحية متخصصة في المكافحة الشاملة للملاريا والأمراض المعدية الأخرى لا سيما التي تصيب الأطفال دون سن الخامسة.
تأسس اتحاد الملاريا عام 2003، ويعمل في إفريقيا وآسيا. تهدف المنظمة إلى مكافحة الملاريا وأمراض المناطق المدارية المهملة، فضلاً عن تحسين صحة الأطفال. وهي منظمة فنية متخصصة تعمل مع الحكومات والشركاء لتعزيز تقديم الخدمات الصحية.
يقع مقره المنظمة الرئيسي في المملكة المتحدة ولها مكاتب إقليمية في إفريقيا وآسيا ومكاتب قطرية في بوركينا فاسو وكمبوديا وتشاد وإثيوبيا وموزمبيق وميانمار ونيجيريا وجنوب السودان وتايلاند وتوغو وأوغندا.

## عمليات المنظمة
تعتبر مكافحة الملاريا والطفيليات بشكل عام أمرًا أساسيًا لاستراتيجية اتحاد الملاريا. يركز على الوقاية من الأمراض الطفيلية ومكافحتها وتشخيصها وعلاجها. وتشمل العمليات الأخرى تعزيز النظم الصحية في سياق أمراض المناطق المدارية المهملة؛ البحث والمراقبة، وكذلك المناصرة الوطنية والدولية وتطوير السياسات.
تهدف المنظمة إلى جعل الرعاية الصحية أكثر سهولة بالنسبة للمجتمعات في إفريقيا وآسيا لا سيما فيما يتعلق بالأطفال دون سن الخامسة والحوامل والمهاجرين. تعتمد إستراتيجية التدخل بشكل عام على إدارة الحالة المجتمعية المتكاملة والإدارة المجتمعية لسوء التغذية الحاد أو مزيج من الاثنين معًا. إدارة الحالات المجتمعية المتكاملة نهج يشمل توفير العلاج المنزلي لأمراض الطفولة أو سوء التغذية أو أمراض المناطق المدارية المهملة. إنه يعني تعزيز توافر وجودة الرعاية في المجتمعات. تحقيقا لهذه الغاية، يقوم اتحاد الملاريا بتدريب المتطوعين. كجزء من الإدارة المجتمعية لاستراتيجية سوء التغذية الحاد، تمول المنظمة أيضًا تعزيز الصحة وتدخلات الرسائل.
تشمل إستراتيجية مكافحة الطفيليات والوقاية الخاصة باتحاد الملاريا مكافحة النواقل من خلال توزيع شبكات مبيدات الحشرات طويلة الأمد والرش الموضعي للأماكن المغلقة والتعليم ومراقبة البيانات. يتولى اتحاد الملاريا -على سبيل المثال- قيادة مشروع ما بعد غاركي، وهي مبادرة لجمع البيانات الوبائية عن تطور الملاريا. كما أنها تدعم حملات الوقاية الكيميائية من الملاريا الموسمية (SMC)، وهي أكبر منظمة تدير حملات الوقاية الكيميائية من الملاريا الموسمية في منطقة الساحل. في هذا البرنامج تُعطى الأدوية الوقائية للأطفال الصغار على شكل أقراص. تُعطى الأقراص للأطفال خلال موسم الانتقال المرتفع. في البداية يتم توزيع هذه الأقراص على الطفل من قبل عامل صحي محلي مدرب، وبعد ذلك من قبل مقدم الرعاية للطفل. بالإضافة إلى توفير الأدوية، يساعد اتحاد الملاريا في تطوير مواد تدريبية بالإضافة إلى تدريب الموظفين المحليين. منذ عام 2012، أوصت منظمة الصحة العالمية (WHO) باستخدام الوقاية الكيميائية من الملاريا الموسمية كعلاج للملاريا في منطقة جنوب الساحل الإفريقي.
بدأ اتحاد الملاريا كاتحاد بحثي داخل مدرسة لندن للصحة والطب الاستوائي وتم تمويله في الأصل فقط من قبل وزارة التنمية الدولية بالمملكة المتحدة (إدارة التنمية الخارجية قبل عام 1997). يظل البحث جانبًا مهمًا من إستراتيجية اتحاد الملاريا وتنشر المنظمة أبحاثًا في مجلات علمية ومجلات مفتوحة الوصول. على سبيل المثال، عملت مع المركز الوطني الكمبودي للطفيليات وعلم الحشرات ومكافحة الملاريا ومنظمة الصحة العالمية، حيث ساهمت في البحث المتعلق باستخدام أسماك غوبي كجزء من إستراتيجية متكاملة لمكافحة حمى الضنك.
ينتج اتحاد الملاريا مواد تعليمية بهدف دعم تقدم السياسات والممارسات. غالبًا ما تتعاون المنظمة مع الحكومات في التدخلات التجريبية وتقدم توصيات بناءً على التمويلات.
في عام 2021 مُنح اتحاد الملاريا وضع منظمة بحثية مستقلة (IRO) من قبل البحث والابتكار في المملكة المتحدة (بالإنجليزية: UK Research and Innovation)‏، مما يجعله واحدًا من منظمتين دوليتين غير حكوميتين فقط لهما هذا الوضع في المملكة المتحدة.

## التمويل
يتم تمويل غالبية عمل اتحاد الملاريا من خلال المنح والعقود وإيرادات الاستشارات. هذا هو التمويل المقيد بشكل أساسي للتسليم في مشروع معين إما في بلد معين أو بلدان متعددة.
جزء كبير من التمويل العالمي المتاح لحملات الوقاية الكيميائية من الملاريا الموسمية هو التمويل الموجه من مؤسسة قيف ويل من المانحين. يشير تقرير مؤسسة قيف ويل لعام 2019 إلى أن 53% من دخل حملات الوقاية الكيميائية من الملاريا الموسمية جاء من التبرعات. علاوة على ذلك، جاء 16% من الوكالة الأمريكية للتنمية الدولية و13% من الوكالة البريطانية للتنمية الدولية. ومن بين الممولين الرئيسيين الآخرين الصندوق العالمي، ومعهد إدارة المشاريع، والبنك الدولي، وجود فنتشرز، ومؤسسة بيل وميليندا جيتس.

## استقبال
في تشرين الثاني (نوفمبر) 2016، أدرج مقيِّم المؤسسات الخيرية قيف ويل برنامج حملات الوقاية الكيميائية من الملاريا الموسمية في قائمته لأهم المؤسسات الخيرية، ونشر مراجعة لعمل الكونسورتيوم في هذا المجال.
اعتبارًا من كانون الثاني (يناير) 2021، أصبح اتحاد الملاريا واحدًا من تسع جمعيات خيرية كبرى تابعة لـ قيف ويل.
حملات الوقاية الكيميائية من الملاريا الموسمية هو برنامج اتحاد الملاريا الوحيد الذي تمت مراجعته من قبل قيف ويل وهم يوصون به بناءً على قاعدة الأدلة القوية للبرنامج وفعالية التكلفة، بالإضافة إلى حقيقة أن هناك مجالًا لمزيد من التمويل. لديهم أيضًا خبرة في دعم مثل هذه المشاريع على نطاق واسع في سبع دول مع نجاح واضح في الوصول إلى جزء كبير من الأطفال المستهدفين.

## روابط خارجية
- الموقع الرسمي
- شراكة دحر الملاريا للقضاء على الملاريا
- تحالف المملكة المتحدة ضد الأمراض المدارية المهملة
- مركز حماية الملاريا والأمراض المعدية